# Medailové pořadí na Zimních olympijských hrách 1936
Toto je medailové pořadí zemí na Zimních olympijských hrách 1936, které se konaly v Garmisch-Partenkirchen ve Německu od 6. února 1936 do 16. února 1936. Těchto her se zúčastnilo 646 sportovců z 28 zemí v 17 disciplínách v 4 sportech.

## Počet medailí
Toto je kompletní tabulka počtu medailí udělených na Zimních olympijských hrách 1936 podle údajů Mezinárodního olympijského výboru.
| Pořadí | Země                         | Zlato | Stříbro | Bronz | Celkem |
| ------ | ---------------------------- | ----- | ------- | ----- | ------ |
| 1      | Norsko (NOR)                 | 7     | 5       | 3     | 15     |
| 2      | Německo (GER)                | 3     | 3       | 0     | 6      |
| 3      | Švédsko (SWE)                | 2     | 2       | 3     | 7      |
| 4      | Finsko (FIN)                 | 1     | 2       | 3     | 6      |
| 5      | Švýcarsko (SUI)              | 1     | 2       | 0     | 3      |
| 6      | Rakousko (AUT)               | 1     | 1       | 2     | 4      |
| 7      | Velká Británie (GBR)         | 1     | 1       | 1     | 3      |
| 8      | Spojené státy americké (USA) | 1     | 0       | 3     | 4      |
| 9      | Kanada (CAN)                 | 0     | 1       | 0     | 1      |
| 10     | Francie (FRA)                | 0     | 0       | 1     | 1      |
| 10     | Maďarsko (HUN)               | 0     | 0       | 1     | 1      |
| Celkem | Celkem                       | 17    | 17      | 17    | 51     |